# Davidiella macrocarpa
Davidiella macrocarpa är en svampart som beskrevs av Crous, K. Schub. & U. Braun 2007. Davidiella macrocarpa ingår i släktet Davidiella och familjen Davidiellaceae.   Inga underarter finns listade i Catalogue of Life.